# Boreonykus
Boreonykus („severní dráp“, podle geografického situování nálezu) byl rod menšího dromeosauridního dinosaura, který žil v období svrchní křídy (stupeň kampán, asi před 73 miliony let) na území dnešní provincie Alberty v Kanadě.

## Historie a popis
Fosilie tohoto menšího dravého teropoda o délce kolem 2 metrů a hmotnosti statného psa byly objeveny již v 80. letech 20. století na lokalitě Pipestone Creek (známé objevem kostí 27 jedinců ceratopsidů druhu Pachyrhinosaurus lakustai) a formálně byly popsány v roce 2015 Philem Bellem a Philipem J. Curriem. Fosilie dinosaura byly objeveny v sedimentech souvrství Wapiti a mají radiometricky změřené stáří 73,27 milionu let (+- 0,25 m. l.). Objeveny byly pouze fragmenty lebečních kostí, postkraniálních částí kostry a izolovaných zubů. Na jejich základě vědci určili, že se jednalo o příslušníka podčeledi Velociraptorinae.